# Вешме-Сара
Вешме-Сара (перс. وشمه سرا) — село в Ірані, у дегестані Говме, у Центральному бахші, шагрестані Масал остану Ґілян. За даними перепису 2006 року, його населення становило 1213 осіб, що проживали у складі 308 сімей.

## Клімат
Середня річна температура становить 13,92 °C, середня максимальна – 27,56 °C, а середня мінімальна – -1,57 °C. Середня річна кількість опадів – 731 мм.
| Клімат поселення                              | Клімат поселення | Клімат поселення | Клімат поселення | Клімат поселення | Клімат поселення | Клімат поселення | Клімат поселення | Клімат поселення | Клімат поселення | Клімат поселення | Клімат поселення | Клімат поселення | Клімат поселення |
| Показник                                      | Січ.             | Лют.             | Бер.             | Квіт.            | Трав.            | Черв.            | Лип.             | Серп.            | Вер.             | Жовт.            | Лист.            | Груд.            |                  |
| Середній максимум, °C                         | 8,51             | 9,40             | 12,07            | 17,78            | 22,24            | 25,24            | 27,56            | 27,27            | 23,96            | 20,91            | 16,45            | 12,00            |                  |
| Середня температура, °C                       | 3,47             | 4,36             | 7,02             | 12,76            | 17,20            | 20,20            | 23,21            | 22,94            | 19,62            | 16,57            | 12,10            | 7,65             |                  |
| Середній мінімум, °C                          | −1,57            | −0,68            | 1,97             | 7,70             | 12,16            | 15,15            | 18,86            | 18,58            | 15,26            | 12,21            | 7,74             | 3,30             |                  |
| Норма опадів, мм                              | 74               | 60               | 65               | 56               | 38               | 23               | 11               | 31               | 70               | 103              | 83               | 117              |                  |
| Середньомісячна швидкість вітру, м/с          | 2.26             | 2.31             | 2.40             | 2.30             | 2.28             | 2.54             | 2.58             | 2.36             | 2.09             | 2.05             | 1.90             | 1.91             |                  |
| Середньомісячна сонячна радіація, кДж/м²·день | 6881             | 9126             | 11236            | 15873            | 20026            | 22767            | 23492            | 19927            | 16308            | 11193            | 8596             | 6622             |                  |
| --------------------------------------------- | ---------------- | ---------------- | ---------------- | ---------------- | ---------------- | ---------------- | ---------------- | ---------------- | ---------------- | ---------------- | ---------------- | ---------------- | ---------------- |
| Джерело:                                      |                  |                  |                  |                  |                  |                  |                  |                  |                  |                  |                  |                  |                  |